# Luca Boltshauser
Luca Boltshauser (* 17. Juli 1993 in Zürich) ist ein Schweizer Eishockeytorhüter. Er steht seit 2022 im Aufgebot der SCL Tigers aus der National League.

## Laufbahn
Boltshauser durchlief die Nachwuchsstufen bei den ZSC Lions, ehe er 2011 zum schwedischen Verein Färjestad BK wechselte. Dort spielte er bis 2014 fast ausschliesslich im Jugendbereich, in der Saison 2013/14 kam er dank einer Leihvereinbarung zu zwei Einsätzen für den Zweitligisten VIK Västerås HK.
Zur Saison 2014/15 kehrte er nach Zürich zurück und gab sein NLA-Debüt für den ZSC, zudem spielte er in der Nachwuchsfördermannschaft GCK Lions in der NLB.
Auf die Saison 2015/16 wechselte Boltshauser vom ZSC zum EHC Kloten. Nach dem Abstieg des EHC in die Swiss League verliess er den Club und wechselte innerhalb der ersten Spielklasse zum Lausanne HC.
Zur Saison 2022/23 wechselte Boltshauser vom LHC zu den SCL Tigers, während Ivars Punnenovs in umgekehrter Richtung von den Tigers zum LHC wechselte.

### Nationalmannschaft
Im März 2016 erhielt Boltshauser sein erstes Aufgebot für die A-Nationalmannschaft, er spielte zuvor auch in den U16-, U17-, U18-, U19- sowie U20-Nationalmannschaften.